# Книги Просперо
«Книги Просперо» (англ. Prospero's Books) — британський драматичний фільм-фентезі, знятий Пітером Гріневеєм за мотивами п'єси «Буря» Вільяма Шекспіра. Прем'єра стрічки у Великій Британії відбулась 30 серпня 1991 року. Фільм розповідає про міланського герцога Просперо, який хоче помститися свої ворогам за його 12-річне заслання.

## У ролях
- Джон Гілгуд — Просперо
- Майкл Кларк — Калібан
- Мішель Блан — Алонзо
- Ерланд Джозефсон — Гонзало
- Ізабель Паско — Міранда
- Марк Райленс — Фердинанд
- Джеймс Тьєррі — Аріель